# Résurrection (album d'Ophélie Winter)
Pour les articles homonymes, voir Résurrection (homonymie).
Albums de Ophélie Winter
Explicit Lyrics
(2002) Best Of
(2023)
Singles
1. Affection
Sortie : 17 mars 2009
2. BB, t’es mon Sunshine
Sortie : 10 janvier 2010

Résurrection est le quatrième album de la chanteuse Ophélie Winter, paru le 19 mai 2009.
L'Album est  sorti en digital et en physique sur son site officiel, il se classera à la troisième place du classement digital lors de sa première semaine d'exploitation.

## Liste des titres
Toutes les chansons sont écrites et composées par Ophélie Winter et Wayne Beckford, sauf annotations.
| 1.    | Space Bound Skit (Intro)        | 0:59 |
| 2.    | Light Years Ahead (New Version) | 3:38 |
| 3.    | Sweat Shop                      | 3:13 |
| 4.    | Kidnap My Eroticism             | 3:58 |
| 5.    | Seven Shades Of Grey            | 3:52 |
| 6.    | Affection                       | 2:44 |
| 7.    | Talking Shit                    | 3:19 |
| 8.    | Like A Super Star               | 2:50 |
| 9.    | Utopia                          | 4:08 |
| 10.   | Back In Buizness                | 1:18 |
| 11.   | Sunshine                        | 4:15 |
| 12.   | Fallin                          | 3:48 |
| 13.   | Light Years Ahead               | 2:56 |
| 14.   | Affection (Remix By Leo)        | 3:05 |
| 44:01 |                                 |      |

## Singles

### Affection(digital)
1. Affection 2 min 47 s
2. Affection – Cerrone Remix Edit 3 min 29 s
3. Dieu m'a donné la foi – Version Acoustique 4 min 17 s

### Affection(Maxi CD)
1. Affection
2. Juste un peu d'affection
3. Affection – remixed by Cerrone
4. Juste un peu d'affection – remixed by Cerrone
5. Affection – remixed by Léo
6. Affection– Ocean Drive remix
7. Juste un peu d'affection – Ocean Drive remix
8. Affection – version instrumentale

### BB, t’es mon Sunshine(CD Digital)
1. BB, t’es mon Sunshine (Sunshine Remix) 3 min 17 s
2. Sunshine (English Version)

## Crédits
Auteurs/Compositeurs/Arrangeurs :
- Wayne Beckford
- Ophélie Winter
- Mickaël Winter